# Nadia Toffa
Nadia Toffa, née à Brescia le  10 juin 1979 et morte le 13 août 2019 dans la même ville, est une présentatrice de télévision italienne connue pour sa participation à l'émission italienne Le Iene (Les hyènes).

## Biographie
Après avoir fréquenté le Liceo classico Arnaldo (it) à Brescia, Nadia Toffa a obtenu son diplôme en littérature avec une spécialité en histoire de l'art à l'université de Florence.

### Carrière
Nadia Toffa apparaît pour la première fois à la télévision à 23 ans sur Telesanterno (it), une chaîne de télévision locale. Avant de commencer sa carrière, elle a travaillé pour Retebrescia pendant quatre ans. En 2009, elle est devenue reporter pour l'émission de télévision Le Iene, enregistrant de nombreux reportages. Parmi les plus célèbres figurent les enquêtes sur des escroqueries menées par des pharmacies contre le service national de santé (à la suite de cette enquête qui a duré trois mois, elle a été jugée avec d'autres journalistes pour diffamation), sur la prolifération de salles de machines à sous, sur l'élimination illégale des déchets en Campanie aux mains de la Camorra, sur le nombre croissant de tumeurs dans le triangle de la mort entre Naples et Caserte et sur le « pays des poisons » à Crotone.
Le 2 avril 2014, elle a publié un livre : Quando il gioco si fa duro (Quand le jeu devient dur) sur le phénomène du jeu en Italie. Le 15 avril 2015, celui-ci a remporté le premier prix de la catégorie Télévision du Ischia International Journalism Award (en). À l'automne 2015, Nadia Toffa fait ses débuts dans le talk-show d'Italia 1 Open Space, conçu par les producteurs de Le Iene, diffusé en première partie de soirée en quatre épisodes. En 2016, elle a rejoint Pif et Geppi Cucciari pour diriger Le Iene, dans l'épisode de la semaine. À l'automne 2016, elle revient présenter l'émission Le Iene, aux côtés de Matteo Viviani (it), Andrea Agresti, Paolo Calabresi et Giulio Golia dans l'épisode en milieu de semaine.
À partir du 16 octobre 2016, elle présente également l’épisode du dimanche, avec les mêmes collaborateurs. Le 21 novembre 2017, elle dirige un reportage sur une expérience nucléaire prétendument dangereuse cachée dans le laboratoire du Gran Sasso, un reportage refusé et jugé non fondé par le monde universitaire, et par d'autres sources,,. Le 20 février 2018, la municipalité de Tarente lui confère la citoyenneté honoraire. En juin 2018, elle remporte le prix Luchetta pour un reportage, créé avec Marco Fubini, sur la prostitution enfantine dans la banlieue de Bari,,,. À partir de septembre 2018, elle recommence à présenter Le Iene avec Nicola Savino.

### Mort
Le 2 décembre 2017, Nadia Toffa a eu pendant un reportage à Trieste un malaise qui l'a contrainte à quitter temporairement la vie active. Le 11 février 2018, lors de la reprise du programme télévisé Italia 1 Le Iene, il était révélé qu'il s'agissait d'une tumeur cérébrale. Le 13 octobre 2018, invitée à l'émission de télévision Verissimo, Nadia Toffa annonce qu'elle souffre toujours d'un cancer, réapparu en mars de la même année.

## Télévision
- Telesanterno (2003, présentatrice dans divers émissions)
- Retebrescia (2003-2008, hôte de divers programmes)
- Le Iene (Italie 1, depuis 2009, reporter ; depuis 2016, présentatrice)
- Open Space (Italie 1, 2015)
- Biagio Antonacci - Je vous dédie tout (Canale 5 , 2016)